# Anadema macandrewii
Anadema macandrewii is een slakkensoort uit de familie van de Colloniidae. De wetenschappelijke naam van de soort is voor het eerst geldig gepubliceerd in 1868 door Mörch.